# Oberwaldischer Distrikt
Der Oberwaldische Distrikt (auch Bezirk oder Oberwäldischer Bezirk oder Oberwalden) umfasste den östlichen Teil des Hochstifts Paderborn im Heiligen Römischen Reich Deutscher Nation. Er deckte sich in etwa mit dem heutigen Kreis Höxter (ohne Corvey/Höxter) und grenzte sich durch das Eggegebirge vom Unterwaldischen Distrikt ab, der in etwa den heutigen Kreis Paderborn umfasste. Der Oberwaldische Distrikt wurde landschaftlich geprägt durch das Oberwälder Land und die Warburger Börde.

## Geschichte
Im Hochstift Paderborn bestanden bis 1802/03 unterschiedliche Verwaltungsebenen, die aber im Einzelfalle nicht streng voneinander abgegrenzt waren. Vielfach handelte es sich nicht bloß um eine Verwaltungsbezeichnung, sondern um einen rein regionalen Begriff. Nur theoretisch war das Stift Paderborn in zwei große Verwaltungseinheiten gegliedert. Sitz der Verwaltung des Oberwaldischen Distrikts war die kleine Stadt und Landesburg Dringenberg. An der Spitze stand ein Landdrost.

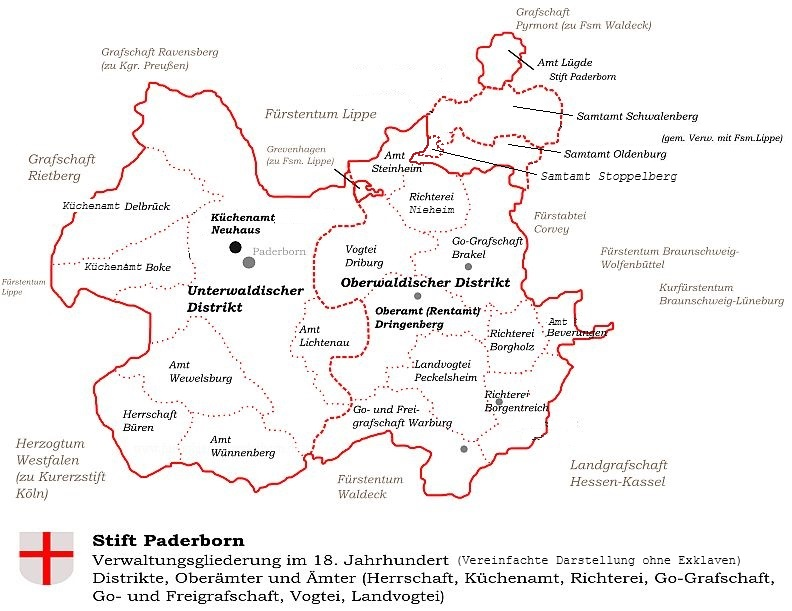
Administrative Gliederung des Hochstifts Paderborn im 18. Jahrhundert

Der Oberwaldische Distrikt des Hochstifts war wie folgt gegliedert:
- Das Oberamt Dringenberg umfasste einen großen Teil des Distrikts und bestand aus sieben Unterämtern:
  - Rentamt Dringenberg

mit Dringenberg, Altenheerse, Frohnhausen, Gehrden, Hampenhausen, Herbram, Kleinenberg, Kühlsen, Neuenheerse, Sandebeck, Schmechten, Siddessen und Willebadessen
- Frei- und Gografschaft Warburg

mit Warburg, Bonenburg, Calenberg, Dalheim, Germete, Herlinghausen, Menne, Nörde, Ossendorf, Rimbeck, Scherfede, Welda, Westheim und Wormeln
- Gografschaft Brakel

mit Brakel, Altenbergen, Beller, Bellersen, Bökendorf, Erkeln, Hembsen, Herste, Hinnenburg, Istrup, Rheder und Riesel
- Landvogtei Peckelsheim

mit Peckelsheim, Borlinghausen, Dössel, Drankhausen, Eissen, Engar, Fölsen, Großeneder, Helmern, Hohenwepel, Ikenhausen, Löwen, Lütgeneder, Niesen, Schweckhausen und Willegassen
- Richterei Borgentreich

mit Borgentreich, Bühne, Daseburg, Körbecke, Manrode, Muddenhagen und Rösebeck
- Richterei Borgholz

mit Borgholz, Auenhausen, Natingen, Natzungen, Rothe und Tietelsen
- Richterei Nieheim

mit Nieheim, Erwitzen, Holzhausen, Merlsheim, Oeynhausen, Pömbsen und Schönenberg
- Vogtei Driburg

mit Driburg, Alhausen, Buke, Erpentrup, Langeland, Reelsen und Schwaney
- Amt Steinheim

mit Steinheim, Bergheim, Eichholz, Himmighausen, Ottenhausen, Vinsebeck und Vörden
- Amt Beverungen

mit Beverungen, Dalhausen, Haarbrück, Herstelle und Würgassen
- Amt Lügde

mit Lügde und Harzberg
- Hinzu kam die amtsfreie Stadt Bredenborn, die direkt dem Domkapitel in Paderborn unterstand.
- Zwei sogenannte Samtämter unterstanden der gemeinsamen Verwaltung durch das Hochstift Paderborn und die Grafschaft Lippe:
  - Samtamt Oldenburg

mit Born, Bremerberg, Eilversen, Entrup, Eversen, Großenbreden, Hagedorn, Hohehaus, Kleinenbreden, Kollerbeck, Löwendorf, Münsterbrock, Papenhöfen und Sommersell
- Samtamt Stoppelberg

mit Rolfzen sowie den adligen Gütern Breitenhaupt und Thienhausen
- Samtamt Schwalenberg

mit Schwalenberg, Biesterfeld, Brakelsiek, Elbrinxen, Falkenhagen Hummersen, Köterberg, Lothe, Niese, Rischenau, Ruensiek, Sabbenhausen und Wörderfeld
Im August 1802 besetzten preußische Truppen das Hochstift und nahmen es in Besitz. Durch den Reichsdeputationshauptschluss fiel das Hochstift 1803 auch staatsrechtlich an Preußen und wurde zum Fürstentum Paderborn. Die neue preußische Verwaltung teilte das Fürstentum in drei Kreise ein. Mit einem Erlass von 1803 wurden der Unterwaldische Kreis mit Sitz in Paderborn, der Oberwaldische Kreis mit Sitz in Brakel und der Warburger Kreis mit Sitz in Warburg eingerichtet. Hierdurch wurde die alte Zweiteilung des Hochstifts Paderborn für einige Jahre zu einer Dreiteilung. Das Fürstentum Paderborn fiel 1807 an das Königreich Westphalen, das eine vollkommen neue Verwaltungsstruktur nach französischem Vorbild schuf. 1816 wurde das Gebiet des Distrikts erneut neu gegliedert; dabei wurden die Kreise Brakel, Höxter sowie Warburg gebildet.